# Delina Filkins
Delina Filkins, nata Ecker (Stark, 4 maggio 1815 – Richfield Springs, 4 dicembre 1928), è stata una supercentenaria statunitense, vissuta 113 anni e 214 giorni.
Decana degli Stati Uniti a seguito della morte della 111enne Louisa Thiers, Delina Filkins ne superò il record, divenendo la prima persona - la cui età sia risultata essere pienamente verificabile - ad aver raggiunto l'età di 112 e 113 anni. Rimase inoltre l'unica persona ad aver compiuto 113 anni per oltre 25, sino a quando Betsy Baker, anch'ella statunitense ma residente in Nebraska, non li raggiunse, il 20 agosto 1955.

## Biografia
Delina Ecker nacque nella fattoria di famiglia, situata nel villaggio di Stark, nella contea di Herkimer, dello Stato di New York, il 4 maggio 1815. Sia il padre, William Ecker, che la madre, Susanna Herwick, discendevano da coloni tedeschi e olandesi, approdati in America nel '700, primi coloni della città di Stark. Trascorse la sua intera esistenza - eccetto gli ultimi due mesi - in un raggio di 15 km. La fattoria degli Ecker era sorta su una terra vergine nei giorni della guerra franco-indiana. Si trattava di una famiglia longeva: William Ecker, il padre, visse 97 anni. Delina abbandonò la scuola all'età di 11 anni e a 19 contrasse matrimonio con John Filkins. La coppia si dedicò alla produzione casearia, dapprima artigianale; in seguito, con la nascita dei primi caseifici, iniziò a rifornire questi ultimi della materia prima. Sarebbe però vissuta abbastanza da vedere la cessazione di quelle imprese. Dall'unione di John e Delina nacquero sei figli, due soli dei quali sopravvissero alla madre. Il maggiore non aveva superato l'infanzia.
Nonostante l'assenza di una certificazione ufficiale dei primati di longevità all'epoca (il Guinness iniziò le pubblicazioni solo nel 1955), il caso di Delina Filkins fu approfonditamente investigato per ben due volte, negli anni settanta e nel 2005. Delina Filkins fu dunque la persona più longeva di tutti i tempi fino alla sua epoca, quando la francese Jeanne Calment, ufficialmente la persona più longeva mai esistita, aveva solo 53 anni. Tale primato, secondo il Guinness dei primati, fu superato con certezza solo dalla statunitense Fannie Thomas, che raggiunse l'età di 113 anni e 214 giorni il 14 novembre 1980, ben 52 anni dopo la morte della Filkins; in realtà, accertamenti effettuati dall'associazione gerontologica LongeviQuest hanno permesso di stabilire che, sempre nel 1980, Eliza Underwood, un'altra donna statunitense nata poco prima della Thomas, infranse per prima il primato della Filkins, vivendo poi fino a 113 anni e 318 giorni.